# Yokosuka B4Y
Lo Yokosuka B4Y (?), indicato anche come Aereo da attacco imbarcato della Marina Tipo 96 (九六式艦上攻撃機?) in base al codice "lungo" e con il nome in codice alleato Jean, era un aerosilurante imbarcato monomotore biplano progettato dall'ufficio di progettazione giapponese Kūgishō, il Primo arsenale tecnico aeronavale di Yokosuka e prodotto, oltre che dallo stesso, dall'Undicesimo arsenale tecnico aeronavale di Kure (Dai-Juichi Kaigun Kokusho (Hiro)) e dalle aziende giapponesi Nakajima Hikōki e Mitsubishi Heavy Industries negli anni trenta.
Ultimo biplano ad essere utilizzato dalla Dai-Nippon Teikoku Kaigun Kōkū Hombu, l'aviazione di marina della Marina imperiale giapponese, venne impiegato in azioni belliche durante la seconda guerra sino-giapponese rimanendo in servizio operativo anche nelle prime fasi della seconda guerra mondiale come aereo da addestramento.

## Storia del progetto
Negli 1932 la Marina Imperiale giapponese espresse l'esigenza di trovare un sostituto al Mitsubishi B2M, emettendo la specifica 7-Si per la fornitura di un nuovo velivolo da destinare alle proprie portaerei che potesse essere utilizzato come aerosilurante e bombardiere. Alla richiesta risposero Aichi, Mitsubishi e Nakajima presentando ognuna un prototipo che però, dopo essere stati sottoposti alla valutazione, vennero tutti giudicati non all'altezza delle aspettative.
L'allora dotazione di B2M era però considerata già superata, per cui nel 1933 la Marina Imperiale fu costretta ad adottare lo Yokosuka B3Y, un progetto afflitto da una serie di problemi e considerato già superato al momento della produzione.
Per ovviare al problema, nel 1934 venne emessa una nuova specifica, la 9-Shi, la quale riproponeva l'esigenza con la richiesta però di un velivolo avente prestazioni generali superiori al B3Y. Nuovamente vennero contattati Mitsubishi, Nakajima ed il Primo Arsenale Tecnico Aeronavale di Yokosuka, quest'ultimo incaricando del progetto Sanae Kawasaki.

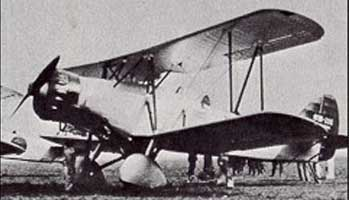

Data l'urgenza, Kawasaki disegnò un velivolo che utilizzasse componenti già esistenti ed avesse inoltre la possibilità di essere equipaggiato con diversi tipi di motorizzazione. Considerato solo come un modello intermedio, la Marina Militare espresse l'intenzione di accettare un aerosilurante con prestazioni paragonabili al caccia monoplano Mitsubishi A5M. Il risultato fu un modello triposto dalla struttura interamente metallica, ricoperta sia da pannellature in metallo che in tela trattata, caratterizzato dalla fusoliera dove i componenti dell'equipaggio trovavano posto in due distinti abitacoli aperti, dalla velatura biplana e dotato di carrello fisso. Per accelerarne lo sviluppo e la produzione il B4Y riutilizzava le ali dell'idroricognitore Kawanishi E7K. Il B4Y1, la versione derivata dal quarto e quinto prototipo ed avviata alla produzione in serie, fu inoltre il primo aerosilurante/bombardiere ad operare da una portaerei ad utilizzare un motore raffreddato ad aria, il Nakajima Hikari 2, un 9 cilindri singola stella, grazie alla superiorità di prestazioni ottenuta rispetto ai concorrenti.

## Impiego operativo

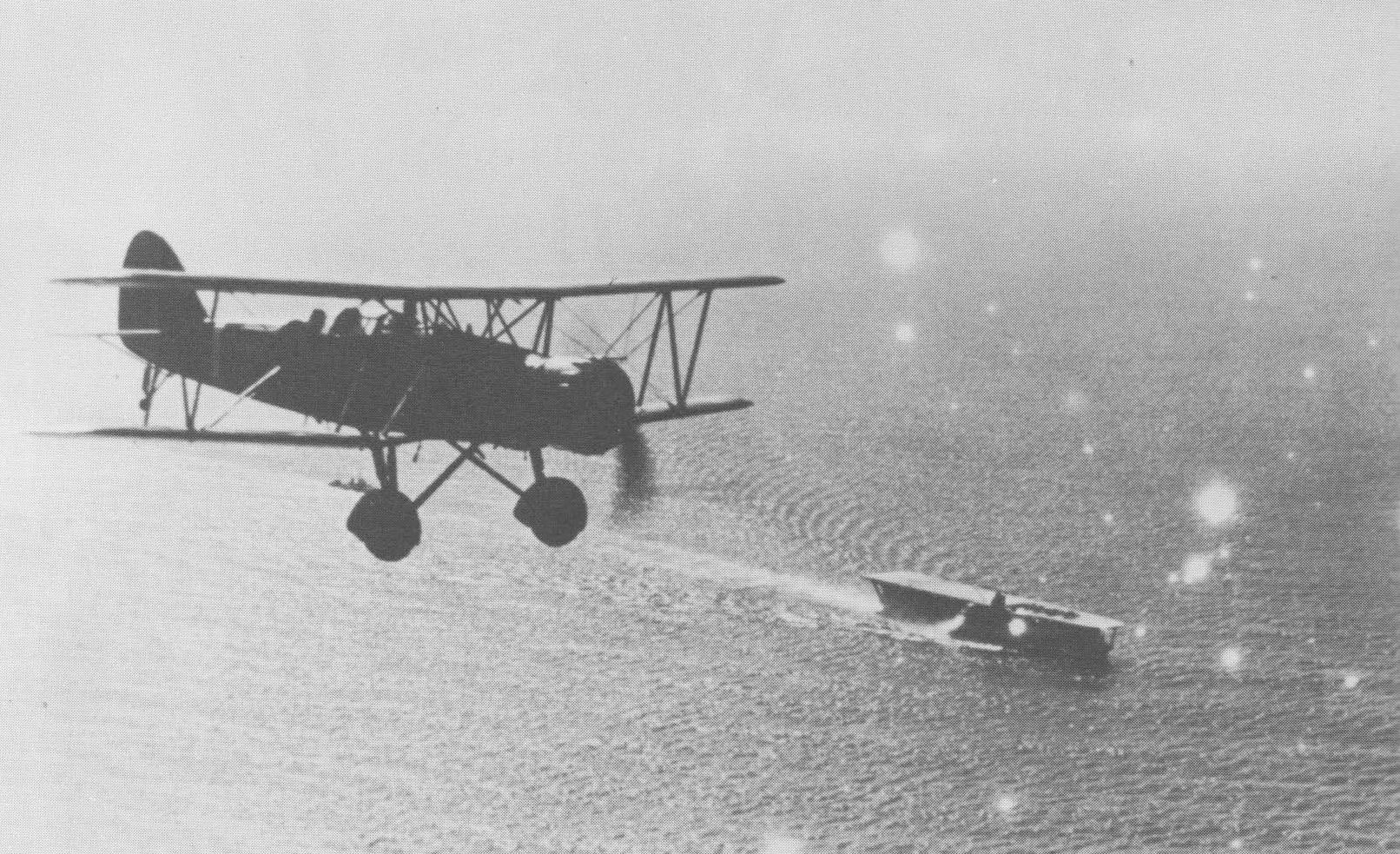
Un Tipo 96 in volo vicino alla portaerei Kaga al largo della Cina, 1937 o 1938.

Il 12 dicembre 1937 tre B4Y1 parteciparono all'azione citata come incidente della USS Panay, un attacco effettuato dalla Marina imperiale giapponese during alla cannoniera della United States Navy USS Panay mentre era ancorata sul Fiume Azzurro alle porte di Nanchino.
Benché fosse principalmente basato sulle portaerei, il B4Y1 venne anche utilizzato occasionalmente come bombardiere leggero basato a terra. Nel 1940 il Nakajima B5N sostituì il B4Y1 come principale modello da attacco basato su portaerei, rimanendo tuttavia in servizio come aereo da addestramento avanzato come equipaggiamento della portaerei Hōshō e della portaerei di scorta Unyo fino al 1943.
Prima della sua sostituzione il B4Y1 venne utilizzato durante le fasi della Seconda guerra sino-giapponese e partecipò alle operazioni durante la Battaglia delle Midway durante il giugno 1942, nella quale otto esemplari operavano dalla Hōshō. Fu uno degli equipaggi di questi esemplari decollati dalla Hōshō a fotografare l'incendio della Hiryū del 5 giugno 1942.

## Utilizzatori
Giappone
- Dai-Nippon Teikoku Kaigun Kōkū Hombu